# Jomsborg

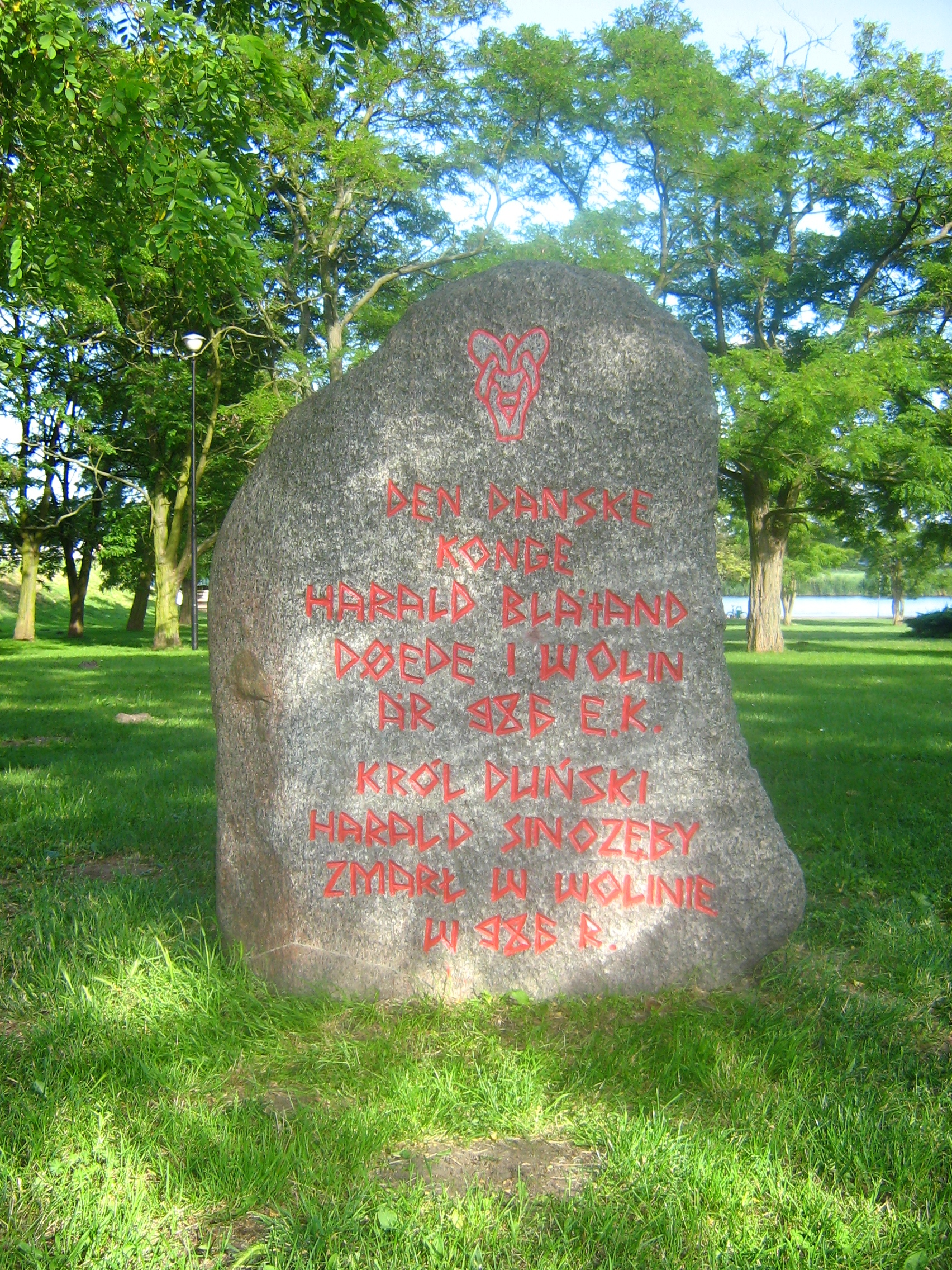
Memoriale moderno a Wolin, probabile sito della medievale Jomsborg. L'iscrizione in danese e polacco, scritta in stile runico, commemora la morte di Aroldo I di Danimarca a Jomsborg nel 986.

Jomsborg (tedesco: Jomsburg) era una semi-leggendaria fortezza vichinga situata sulla costa meridionale del Mar Baltico (in tempi medievali il Wendland, oggi la Pomerania), esistita tra il 960 ed il 1043. I suoi abitanti erano noti come Jómsvíking. L'esatta posizione di Jomsborg non è ancora stata stabilita, anche se si crede che fosse da qualche parte sulle isole dell'estuario dell'Oder. Lauritz Weibull l'ha definita una leggenda.

## Posizione geografica
Si pensa che Jomsborg coincida con l'attuale città di Wolin (chiamata anche Wollin) sull'estremità sud-orientale dell'isola di Wolin, probabilmente sulla collina Silberberg a nord della città. Nel primo Medioevo l'attuale Wolin era sede di un emporia multietnica (nota come Jumne o Julin). Le saghe nordiche utilizzano solo il termine "Jomsborg", mentre le storie medievali germaniche usano Jumne o Julin, con le varianti Vimn, Uimne, Jumneta, Juminem, Julinum, Uineta, Vineta e Vinneta. Nel 1931/32, lo storico della Pomerania Adolf Hofmeister fu il primo a determinare, comparando eventi descritti in diverse cronache, che tutti facevano riferimento allo stesso luogo nei pressi di Wolin.
Secondo altre teorie Jomsborg si troverebbe nel nord-ovest della vicina isola di Usedom, su un terreno oggi sommerso. Le piccole isole di questa zona sono i resti di un lungo corridoio che correva tra Usedom e Rügen, e che fu colpito da una tempesta che lo sommerse all'inizio del XIV secolo. In quest'area si ipotizza che fosse a Veritas tra le isole di Ruden e Greifswalder Oie, ed i banchi di Peenemünde. Nonostante vi siano stati rinvenuti gioielli di epoca vichinga, gli studi archeologici hanno stabilito l'impossibilità della cosa.

## La fortezza
Secondo la Knýtlinga saga e la Fagrskinna, Jomsborg venne costruita dal re danese Aroldo I di Danimarca (910-985/86) nel decennio del 960. La Jómsvíkinga saga cita il re danese-gallese vichingo Palnatoki come suo fondatore.
Nei registri medievali Jomsborg viene descritta come una fortezza portuale. Il porto era dominato da una torre in pietra corredata di catapulte, costruita su un arco che copriva l'intera entrata del porto e che poteva venire chiuso da una porta in ferro. Secondo i registri più antichi il porto poteva ospitare tre navi, mentre le ultime registrazioni parlano di 360 navi.
Jomsborg venne distrutta nel 1043 dal re norvegese Magnus il Buono. La fortezza venne rasa al suolo da un incendio, e molti degli abitanti furono uccisi.

## Jómsvíking
Molte fonti riportano il nome del jarl di Jomsborg, Sigvald(i), figlio del piccolo re Strút-Harald dell'allora Scania danese. Sigvald morì poco dopo il 1010. I vichinghi di Jomsborg (Jómsvíking) erano guerrieri scelti, che ubbidivano ad un codice speciale, e che erano leali solo al loro capo. Nel 1009 molti Jómsvíking abbandonarono Jomsborg seguendo i fratelli di Sigvald, Herring e Thorkell l'Alto, in Inghilterra, dove divennero il nucleo del Thingmen o degli Huscarl di Canuto I d'Inghilterra.

## Eventi storici che coinvolsero Jomsborg
Aroldo I di Danimarca morì a Jomsborg nel 985/86. Jomsborg fu la base di numerose spedizioni: 
- Styrbjörn il Forte ed un gruppo di Jómsvíking partirono da Jomsborg per reclamare il trono di Svezia da Eric il Vittorioso, sconfitti a Fyrisvellir nei pressi di Gamla Uppsala alla fine del 980.[9]
- Sweyn I di Danimarca ed un gruppo di Jómsvíking partirono da Jomsborg per eliminare il jarl Haakon Sigurdsson di Norvegia, ma vennero sconfitti nella battaglia di Hjörungavágr (ca. 990).[9]
- Olaf I di Norvegia ed un contingente di Jómsvíking partirono da Jomsborg per la battaglia di Svolder nel 999 o 1000.[9]